# Pavel Semjonovič Rybalko
Pavel Semjonovič Rybalko (rusky Рыбалко Павел Семёнович, 23. říjnajul./ 4. listopadu 1894greg. Malyj Istopol v Charkovské gubernii – 28. srpna 1948 Moskva) byl sovětský vojevůdce, velitel tankové armády za druhé světové války. V roce 1945 dosáhl hodnosti maršál tankových vojsk, byl dvojnásobným hrdinou SSSR.

## Život
Narodil se v rodině ukrajinského dělníka. Pracoval od třinácti let. Během První světové války bojoval v řadách ruského vojska v hodnosti vojína prakticky od počátku války. V prosinci roku 1917 přešel do Rudé gardy a odtud pak do řad Rudé armády. Během ruské občanské války v letech 1918–1920 pracoval jakožto politruk (vojenský komisař pro politické záležitosti) nejprve u pluku a později u brigády v legendární 1. jízdní armádě, které tehdy velel Semjon Michajlovič Buďonnyj. Buďonného jízdní armáda v roce 1920 bojovala proti Polsku.
Po válce velel různým jednotkám a studoval na vojenské akademii M. V. Frunzeho. V roce 1937 byl jmenován vojenským atašé, v této funkci působil nejprve v Polsku a později v Číně. V červnu 1940 byl povýšen na generálmajora. Během druhé světové války působil nejprve jako velitel 5. tankové armády, ale již od podzimu 1942 prakticky až do konce druhé světové války velel 3. gardové tankové armádě.
Tato armáda pak pod jeho velením bojovala v bitvě u Stalingradu, v tankové bitvě u Kurska, vyznamenala se u Charkova i u Kyjeva, bojovala ve Slezsku. V závěru války se společně se 4. gardovou tankovou armádou D. D. Leljušenka zúčastnila bojů o Berlín v sestavě 1. ukrajinského frontu maršála I. S. Koněva. Válku zakončila v Čechách jakožto hlavní úderná síla Pražské operace.
Právě tanky 3. gardové tankové armády jakožto první dne 9. května 1945 časně ráno dorazily do Prahy směrem od Mělníka.

## Vzdělání
- 1926 absolvoval Kurzy zdokonalování velitelského sboru
- 1930 absolvoval Kurzy zdokonalování velitelského sboru
- 1934 absolvoval Vojenskou akademii M. V. Frunze

## Vojenská kariéra
- 1914 – 12. 1917 v ruské armádě

- od prosince 1917 v Rudé gardě
- od ledna 1919 v Rudé armádě, komisař pluku 1. jízdní armády, komisař 14. jezdecké brigády 1. jízdní armády
- 1926 – velitel eskadrony, velitel a komisař jezdeckého pluku, velitel a komisař jezdecké brigády
- 1934 – 1936 – vojenský poradce v Číně
- 1936 – 1937 – pomocník velitele horské jezdecké divize
- 1937 – 17. září 1939 – vojenský atašé v Polsku
- 1939 – 1940 – vojenský atašé v Číně
- 1940 – 1942 – náčelník katedry Vojenské akademie generálního štábu
- červenec – říjen 1942 – velitel 5. tankové armády
- říjen 1942 – 26. dubna 1943 – velitel 3. tankové armády
- květen 1943 – duben 1946 – velitel 3. gardové tankové armády
- duben 1946 – duben 1947 – 1. zástupce velitele tankových a mechanizovaných vojsk Sovětské armády
- duben 1947 – 28. srpen 1948 – velitel tankových a mechanizovaných vojsk Sovětské armády

## Hodnosti
- plukovník
- 4. června 1940 – generálmajor
- 18. ledna 1943 – generálporučík
- 30. prosince 1943 – generálplukovník
- 1. června 1945 – maršál tankových vojsk

## Řády a vyznamenání
- 3x Řád rudého praporu
- 3x Řád Suvorova I. stupně (28. ledna 1943, 10. ledna 1944, 25. srpna 1944)
- Řád Kutuzova I. stupně (27. srpna 1943)
- 2x Hrdina Sovětského svazu (17. listopadu 1943, 6. dubna 1945)
- 2x Leninův řád (17. listopadu 1943, 6. dubna 1945)
- Řád Bohdana Chmelnického I. stupně (29. května 1944)
- Řád Bílého lva I. stupně (6. června 1945)[1]

## Politická činnost
- od 1919 člen RKS (b)
- poslanec Nejvyššího sovětu SSSR 2. volebního období

## Honorifika
V Praze-Vršovicích, Lounech a Jaroměři se nachází Rybalkova ulice, v Pcherech, Veltrusích a Mostu je ulice Marš. Rybalka. V Kroměříži se nacházela Rybalkova kasárna (dnes Tesco a přilehlé OC Rybalka). V letech 1953 byly po generálovi pojmenovány Škodovy závody Děčín, n.p. - jako Závod maršála Rybálka, posléze jako Královopolská strojírna, závody chemických zařízení Brno, závod maršála Rybálka Děčín, a pak v roce 1969 jako FEROX, závod maršála Rybálka n.p. Děčín.

## Odraz v kultuře
Na maršála Rybalka odkazuje český film Pupendo. Zhotovením jeho sochy je pověřen hlavní hrdina filmu, sochař Bedřich Mára, kterého hraje Bolek Polívka.